# Thyrgis constrictifascia
Thyrgis constrictifascia är en fjärilsart som beskrevs av Paul Dognin 1919. Thyrgis constrictifascia ingår i släktet Thyrgis och familjen björnspinnare. Inga underarter finns listade i Catalogue of Life.